# Felsritzungen auf dem Bruteigstein

Etne Karte

Die Felsritzungen auf dem Bruteigstein liegen beim Hof Flåte an der Südseite des Sees Stordalvatnet in der Kommune Etne im Fylke Vestland in Norwegen.
Die Petroglyphen befinden sich auf einem flachen eckigen Felsblock von etwa 8,0 × 10,0 Metern. Der Felsbrocken befindet sich auf einem hohen Berghang und ist von Weiden umgeben. Der Fußweg zum Stein verläuft den steilen Hügel hinauf. Vom Stein aus fällt das Gelände steil zum See ab. Der von einem kleinen Zaun umgebene Bruteigsteinen ist Kilometer weit sichtbar, sogar von nördlich des Sees. 
Basierend auf dem Design unterscheiden die Archäologen zwischen Ritzungen der Jäger und Sammler und denen der Ackerbauern. Die Petroglyphen gehören zu der Art, die man in Norwegen Ritzungen der Landwirtschaft nennt. Der Fels ist komplett mit 68 Ritzungen bedeckt und könnte ein Ritualplatz der Bronzezeit (1800 bis 500 v. Chr.) sein. Die Bilder enthalten 18 Sonnenscheiben (Kreise mit Kreuzen im Inneren werden als Sonnenscheiben bezeichnet) und Ringe mit Spiralmustern. Die acht Schiffsbilder sind 30 bis 60 cm lang und haben die typischen vertikalen Striche, die als Darstellung der Mannschaft verstanden werden. Die interessantesten Illustrationen sind drei tannenartige Bäume, etwas sehr Seltenes in Bronzezeit. Es gibt keine Fußsohlen-, Menschen- oder Tierdarstellungen. Was die Unterschiede in der Motivwahl verursacht hat, ist unklar. Die Ritzungen wurden nicht mit Farbe ausgemalt und können unter entsprechenden Lichtverhältnissen schwierig zu sehen sein. Ein vergleichbarer Ort findet sich in Østfold.
In Etne befindet sich der Runenstein von Grindheim. Er ist 3,75 Meter hoch, etwa 1 Meter breit und etwa 20 cm tief. Die Runeninschrift verläuft von oben nach unten entlang der Schmalseiten des Steins. Die Inschrift lautet: "Tormod errichtete diesen Stein in Erinnerung an Tormod Svidande, seinen Vater." 